# Travestie (Boudewijn de Groot)
Travestie is een single van Boudewijn de Groot. Het is afkomstig van zijn album Waar ik woon en wie ik ben. Beide liedjes werden geschreven door De Groot zelf en René Daalder.
Travestie staat hier niet voor genderwisseling, maar voor vermomming in het algemeen. Een fan staart zich blind op de oude Boudewijn de Groot, terwijl hij al met nieuwe liedjes bezig is. Hij vindt zichzelf een Lorelei (in de betekenis van het volksverhaal) in travestie. De "fan", die zingend in het lied te horen is, was voor dit lied het buurmeisje van De Groot. De verbouwing gaat over een verbouwing in De Groots huis.
Een keur van Nederlandse popmusici onder wie Ernst Jansz, Willem Ennes en Hans Hollestelle konden niet voorkomen dat de single de hitparades niet haalde.